# A magyar nóta belga mestere
A magyar nóta belga mestere egy 2019-ben bemutatott magyar dokumentumfilm, amelyet Miklós Ádám rendezett. A film egy kivételes belga muzsikus, Tcha Limberger életét mutatja be, aki vakon született, mégis világszínvonalon játssza a magyar cigányzenét és népzenét. A dokumentumfilm a zene szeretetéről, a kulturális határok átlépéséről, a látás helyett hallásra és érzelemre épített zenei tudásról szól. 

## Történet
A film Tcha Limberger életét követi, aki belga roma családból származik, és már gyermekként beleszeretett a magyar cigányzenébe. Vakon tanult meg hegedülni, és autodidakta módon sajátította el a verbunkos és a magyar nóta műfaját. Limberger nemcsak a zenei stílusra koncentrál, hanem arra is, hogy megértse a mögötte álló kultúrát, történelmet, nyelvet. Ezért Budapestre költözött, hogy "belülről" tanulhassa meg, amit külföldiként nem lehetne.
A film érzékenyen mutatja be azt az utat, amely során Limberger nem csupán zenei virtuózzá válik, hanem hiteles tolmácsolója lesz a magyar zenei örökségnek, sokszor jobban, mint a hazai zenészek közül bárki. 

## Stáb
- Rendező: Miklós Ádám
- Producer: Száki Adrián
- Forgatókönyvíró: Miklós Ádám, Yvonne Bauer
- Operatőr: Miklós Ádám
- Vágó: Miklós Ádám
- Gyártásvezető: Száki Adrián
- Hangmérnök: Császár Gábor
- Gyártó: Arrabona Studio
- Gyártási ország: Magyarország
- Nyelv: magyar, angol
- Játékidő: 55 perc
- Bemutató: 2019. június 16. (Duna World), később több filmfesztiválon vetítették, pl. Ars Sacra, Faludi Filmklub[3] [4]

## Szereplők és közreműködők
- Tcha Limberger – főszereplő, belga zenész
- Koen De Cauter – zenész, mentor
- Dave Kelbie, Fapy Lafertin, Liana Gourdjia – zenésztársak
- István Ruszó – magyar prímás
- Vivi Limberger – Tcha édesapja

A szereplők között magyar cigányzenészek és belgiumi jazz- és folkzenészek is feltűnnek, így a film egyfajta zenei és kulturális híd szerepét is betölti.

## Kritikai fogadtatás
A film elnyerte a közönség és a kritikusok szimpátiáját. A zenei anyag és Limberger története különösen hatásosnak bizonyult a kultúrák közötti párbeszéd témájában. Több fesztiválon is szerepelt (pl. Ars Sacra Filmfesztivál), és online filmklubok is bemutatták.
A kritikusok szerint a film egyik legnagyobb érdeme, hogy sikerült egy külföldi művész által elmesélni egy mélyen magyar történetet, anélkül, hogy az hitelét vesztette volna. Limberger szuggesztív személyisége és művészi mélysége teszi a dokumentumfilmet igazán különlegessé. 